# Javier Arizmendi
Ángel Javier Arizmendi de Lucas (Madrid, 3 de marzo de 1984), más conocido como Arizmendi, es un exfutbolista y asesor financiero español.

## Trayectoria
Jugó desde joven en las categorías inferiores del Club Atlético de Madrid hasta mediados de la temporada 2003/04, cuando debutó con el primer equipo en el partido FC Barcelona 3-1 Atlético de Madrid, el 15 de febrero de 2004. En la temporada 2004/05 se marchó cedido al Real Racing Club de Santander, equipo con el que jugó 22 partidos de Liga y marcó 3 goles. A principios de la temporada 2005/06 regresó al Atlético de Madrid, pero fichó por el Real Club Deportivo de La Coruña en el mercado de invierno tras ser descartado por el Atlético de Madrid.
En el verano de 2007 fue traspasado al Valencia CF, por petición expresa del técnico Quique Sánchez Flores, a cambio de 1,5 millones de euros. Pese a ser fichado como delantero, el entrenador Ronald Koeman lo alineó como lateral derecho, jugando muy pocos minutos. Su primer tanto en Liga como valencianista llegó el 23 de marzo de 2008 en el estadio Santiago Bernabéu, en el minuto 88 de partido; además, este gol dio la victoria a su equipo.
En agosto de 2008, el Valencia le declara transferible y el Real Zaragoza, recién descendido, convenció a Arizmendi para que jugase en Segunda División, en una operación que rondó el 1 millón de euros por el traspaso del jugador, medio millón menos de lo que pagó el Valencia. En el año 2009, consiguió el ascenso a la Primera División siendo uno de los jugadores que más minutos disputó. Tras un comienzo dubitativo, acorde a la marcha del equipo, consiguió grandes actuaciones que le valieron la titularidad y alzarse como pieza clave en el equipo maño.
En julio de 2010, el Real Zaragoza llegó a un acuerdo con el Getafe CF para traspasar al jugador, que firmó un contrato por seis temporadas. Al siguiente verano fichó por el Neuchâtel Xamax FC, en calidad de cedido, donde fue despedido en enero de 2012 por bajo rendimiento. volviendo al Getafe CF. 
Tras no jugar muchos minutos en Getafe, en julio de 2012 fue cedido al R. C. D. Mallorca por petición expresa de Joaquín Caparrós, quien ya tuvo al jugador a sus órdenes en el Deportivo de La Coruña y Neuchatel. En el Mallorca apenas tuvo minutos de juego. 
El 1 de agosto de 2013 se notificó por parte del Getafe Club de Fútbol su desvinculación por acuerdo unilateral.
El 2 de agosto de 2013 se anunció su fichaje por el Real Club Deportivo de La Coruña. Esta sería su segunda etapa en el conjunto deportivista. El 22 de agosto de 2014 de mutuo acuerdo con el Deportivo, rescindió su contrato tras un año en el que apenas entró en los planes del entrenador Fernando Vázquez.
Entrenó en solitario en la ciudad deportiva de la Agrupación Deportiva Alcorcón a la espera de recibir una oferta de un club de Segunda o Segunda B para acabar su carrera deportiva. Finalmente se retiró del fútbol y actualmente trabaja como asesor financiero de deportistas para la firma Tressis.

## Selección nacional
El 10 de noviembre de 2006 fue convocado por el seleccionador español Luis Aragonés para disputar con España un partido amistoso en Cádiz contra Rumania, pero debido a una inoportuna lesión no llegó a participar. 
Debutó en un partido amistoso contra la selección inglesa, el 7 de febrero de 2007 en el estadio Old Trafford de Mánchester, donde España ganó por 0-1 y Arizmendi disputó 25 minutos. Ha sido el único partido que ha disputado como internacional. 
Nunca más volvió a ser convocado. Debido, en gran parte, al escándalo mediático que causó al mostrar la bandera franquista en una celebración y realizar el saludo fascista junto a la afición.

## Clubes
Actualizado al último partido jugado el 7 de junio de 2014.
| Club                                   | País   | Año       | Partidos (Liga) | Goles (Liga) |
| -------------------------------------- | ------ | --------- | --------------- | ------------ |
| Club Atlético de Madrid "B"            | España | 2000-2003 | 28              | 10           |
| Club Atlético de Madrid                | España | 2003-2004 | 4               | 0            |
| Real Racing Club de Santander (cedido) | España | 2004-2005 | 23              | 3            |
| Club Atlético de Madrid                | España | 2005      | 1               | 0            |
| Real Club Deportivo de La Coruña       | España | 2006-2007 | 50              | 2            |
| Valencia Club de Fútbol                | España | 2007-2008 | 30              | 1            |
| Real Zaragoza                          | España | 2008-2010 | 69              | 9            |
| Getafe Club de Fútbol                  | España | 2010-2011 | 19              | 2            |
| Neuchâtel Xamax FC (cedido)            | Suiza  | 2011-2012 | 13              | 4            |
| Getafe Club de Fútbol                  | España | 2012      | 3               | 0            |
| Real Club Deportivo Mallorca (cedido)  | España | 2012-2013 | 21              | 2            |
| Real Club Deportivo de La Coruña       | España | 2013-2014 | 17              | 2            |

## Títulos

### Campeonatos nacionales
| Título       | Club        | País   | Año  |
| ------------ | ----------- | ------ | ---- |
| Copa del Rey | Valencia CF | España | 2008 |